# Corduente (kommunhuvudort)
Corduente är en kommunhuvudort i Spanien.   Den ligger i provinsen Provincia de Guadalajara och regionen Kastilien-La Mancha, i den centrala delen av landet, 150 km öster om huvudstaden Madrid. Corduente ligger 1 063 meter över havet och antalet invånare är 421.
Terrängen runt Corduente är varierad. Corduente ligger nere i en dal.  Trakten runt Corduente är nära nog obefolkad, med mindre än två invånare per kvadratkilometer. Närmaste större samhälle är Molina de Aragón, 7,6 km öster om Corduente. 